# Bădeni (okręg Kluż)
Bădeni (węg. Bágyon) – wieś w Rumunii, w okręgu Kluż, w gminie Moldovenești. W 2011 roku liczyła 704 mieszkańców.